# Čifluk (Šipovo)
Pour les articles homonymes, voir Čifluk.
Čifluk (en serbe cyrillique : Чифлук) est un village de Bosnie-Herzégovine. Il est situé dans la municipalité de Šipovo et dans la république serbe de Bosnie. Selon les premiers résultats du recensement bosnien de 2013, il compte 707 habitants.

## Démographie

### Évolution historique de la population dans la localité
| 1948 | 1953 | 1961 | 1971 | 1981 | 1991 | 2013 |
| ---- | ---- | ---- | ---- | ---- | ---- | ---- |
| -    | -    | 504  | 475  | 590  | 680  | 707  |

|  |